# The Tremeloes
A Tremeloes angol beategyüttes, mely 1958-ban alakult Essexben. A mai napig aktívak, és ezzel az egyik leghosszabb ideje működő könnyűzenei együttes. Korábban Brian Poole and the Tremoloes néven négy stúdióalbumot, majd The Tremoloes néven nyolc nagylemezt adtak ki. Angliában több daluk sláger lett.

## Tagjai
Jelenlegi tagok
- Dave Munden – dob, lead-vokál (1958–)
- Joe Gillingham – billentyűsök, vokál (1996–)
- Jeff Brown – basszus, vokál (2005–)
- Syd Twynham – gitár, vokál (2014–)[2]

Korábbi tagok
- Brian Poole – lead-vokál (1958–68)
- Rick Westwood – gitár, vokál (1961–2012)
- Alan Blakley – ritmusgitár, billentyűsök, vokál (1958–72, 1979–96)
- Alan Howard – basszus, vokál (1958–1966)
- Len “Chip” Hawkes – basszus, vokál (1966–72, 1979–88)
- Bob Benham – gitár, vokál (1972–79)
- Aaron Wooley – basszus, vokál (1972–79)
- Mick Clarke – basszus, vokál (1966–67, 1992–96)
- Dave Fryer – basszus, vokál (1996–2005)
- Eddie Jones – gitár, vokál (2013–14)